# Wawrzyniec z Rzymu

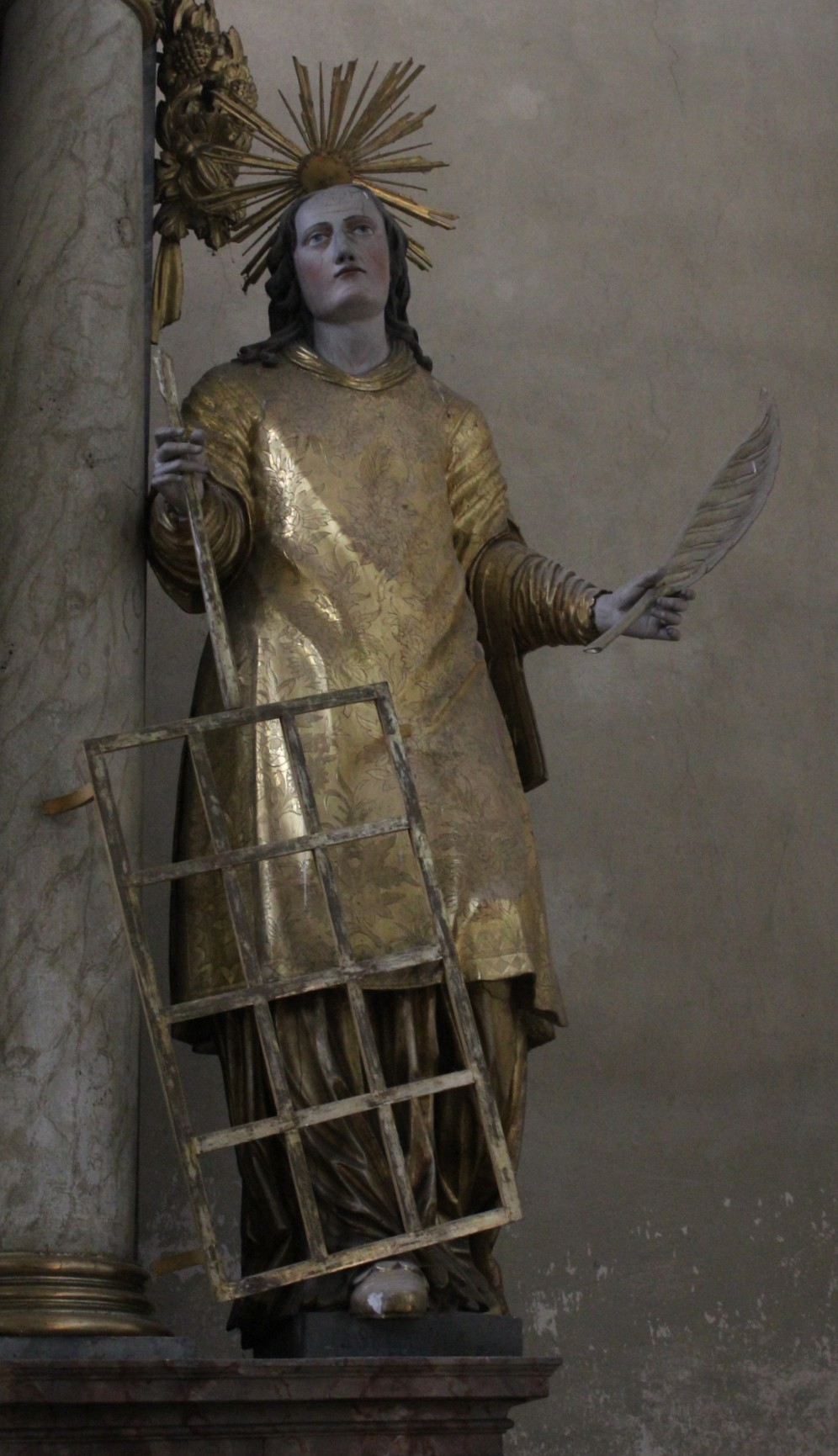
Święty Wawrzyniec (Martínkovice)

Wawrzyniec z Rzymu (ur. 31 grudnia 225 w Walencji lub Huesce, zm. 10 sierpnia 258 w Rzymie) – diakon i męczennik wczesnochrześcijański, święty Kościoła katolickiego i prawosławnego Imię świętego wymieniane jest w 1. Modlitwie Eucharystycznej (Kanonie rzymskim).

## Życiorys
Uważa się, że Wawrzyniec urodził się 31 grudnia 225 na 1 stycznia 226 roku w Walencji lub, co mniej prawdopodobne, w Huesce, mieście, z którego pochodzili jego rodzice. Miasto to było wówczas częścią rzymskiej prowincji Hiszpanii Tarrakońskiej, a w późniejszym okresie należało do regionu Aragonii. Według tradycji za rodziców św. Wawrzyńca są uważani męczennicy Orentius (hiszp. San Orencio) i Patientia (Santa Paciencia).
W Caesaraugusta (dzisiejsza Saragossa) Wawrzyniec spotkał przyszłego papieża Sykstusa II, który był pochodzenia greckiego i jednym z najbardziej znanych i cenionych nauczycieli. Wkrótce obaj wyjechali z Hiszpanii do Rzymu. Kiedy Sykstus został papieżem (257), wyświęcił Wawrzyńca na diakona i chociaż Wawrzyniec był jeszcze młody, mianował go pierwszym spośród siedmiu diakonów, którzy służyli w kościele katedralnym. Z tego powodu nazywany jest „archidiakonem Rzymu”, co jest stanowiskiem wielkiego zaufania, które wiązało się z opieką nad skarbem i bogactwem Kościoła oraz rozdawaniem jałmużny ubogim.
Biskup Cyprian z Kartaginy zauważał, że władze rzymskie ustanowiły normę, zgodnie z którą wszyscy potępieni chrześcijanie muszą zostać straceni, a ich dobra skonfiskowane na rzecz skarbu cesarskiego. Na początku sierpnia 258 roku cesarz Walerian I wydał edykt nakazujący natychmiastową śmierć wszystkich biskupów, kapłanów i diakonów. Papież Sykstus II został pojmany 6 sierpnia 258 w Katakumbach św. Kaliksta podczas odprawiania liturgii i niezwłocznie stracony
Po śmierci Sykstusa prefekt Rzymu zażądał od Wawrzyńca zwrotu bogactw Kościoła. Św. Ambroży z Mediolanu jest najwcześniejszym źródłem opowieści, zgodnie z którą Wawrzyniec poprosił o trzy dni na zebranie bogactwa. Pracował szybko, aby jak najwięcej dóbr kościelnych rozdać ubogim i tym samym zapobiec przejęciu ich przez prefekta. Trzeciego dnia, na czele małej delegacji, stanął przed prefektem, a gdy otrzymał polecenie dostarczenia skarbów Kościoła, przedstawił ubogich, kalekich, niewidomych i cierpiących i oświadczył, że są to prawdziwe skarby Kościoła. Według jednego ze źródeł, Wawrzyniec oświadczył prefektowi: „Kościół jest naprawdę bogaty, o wiele bogatszy niż twój cesarz”. Ten akt buntu doprowadził bezpośrednio do jego męczeństwa i można go porównać do rzymskiej opowieści o klejnotach Kornelii.
W dniu 10 sierpnia 258 Wawrzyniec, ostatni z siedmiu diakonów, a tym samym najwyższy urzędnik kościelny, poniósł męczeńską śmierć. Zgodnie z tradycją, Wawrzyniec zdążył uratować np. Graala, którego wysłał w tajemnicy swoim rodzicom do Hiszpanii.

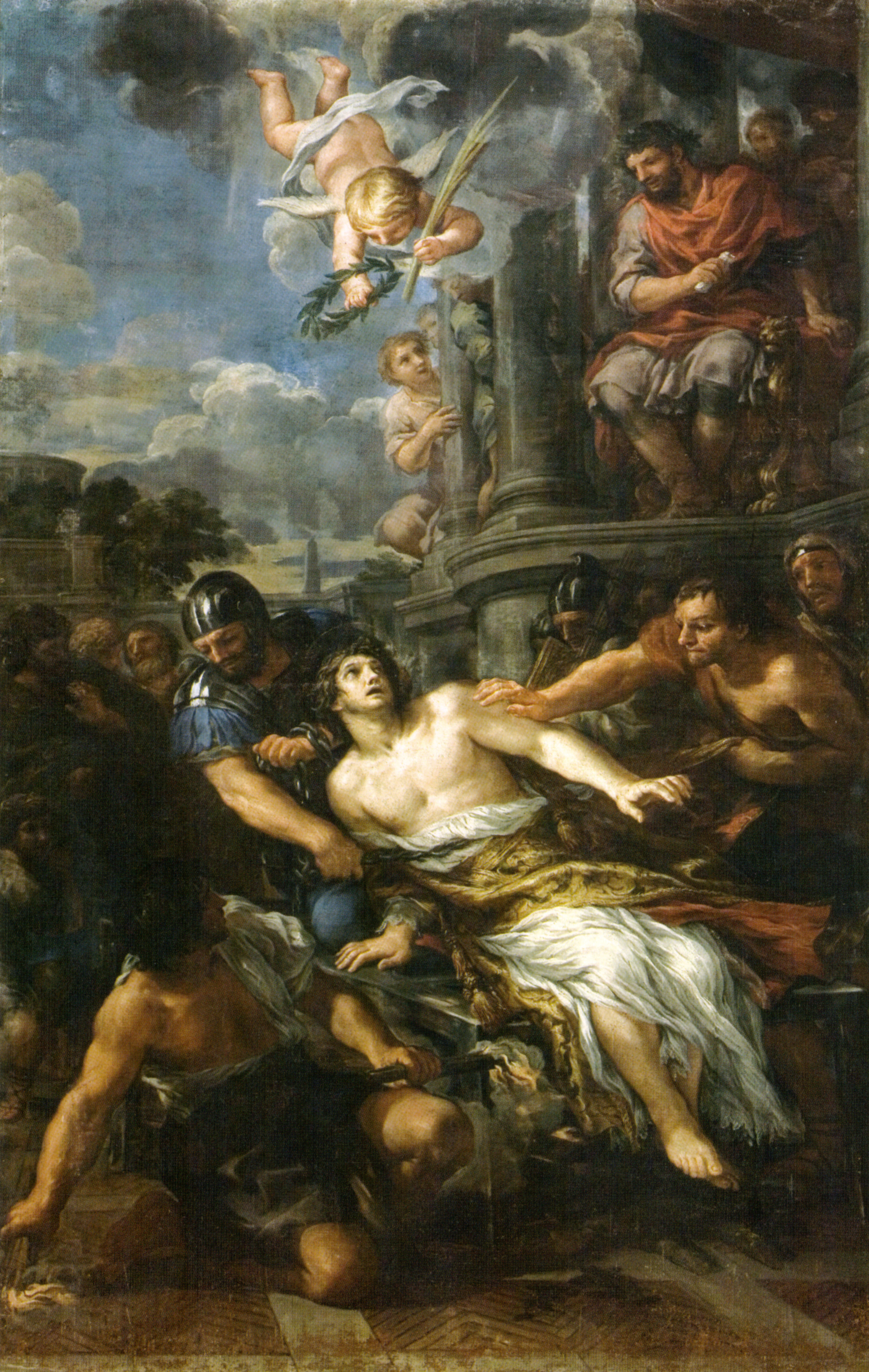
Męczeństwo świętego (P. Cortona)
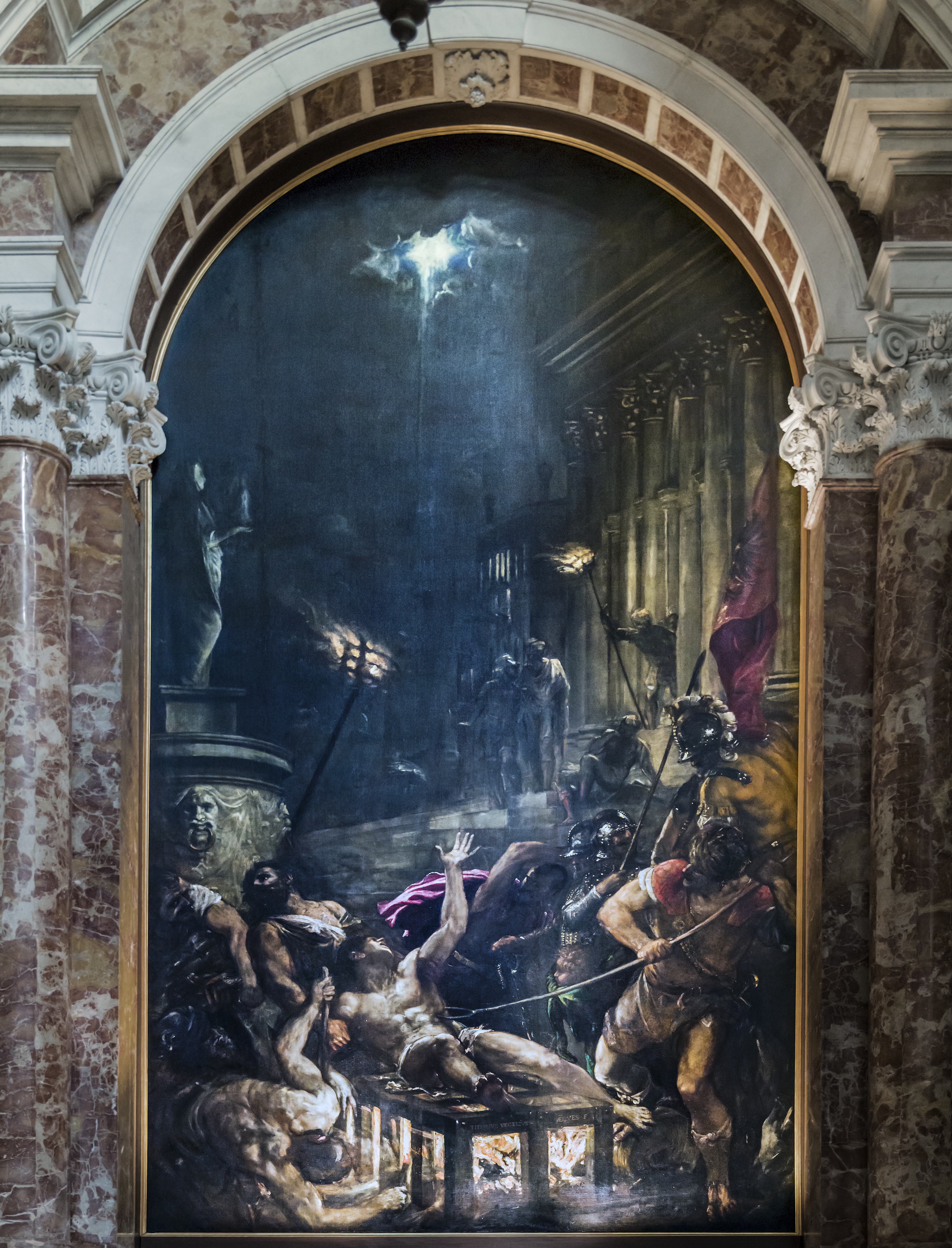
Męczeństwo św. Wawrzyńca (Tycjan)
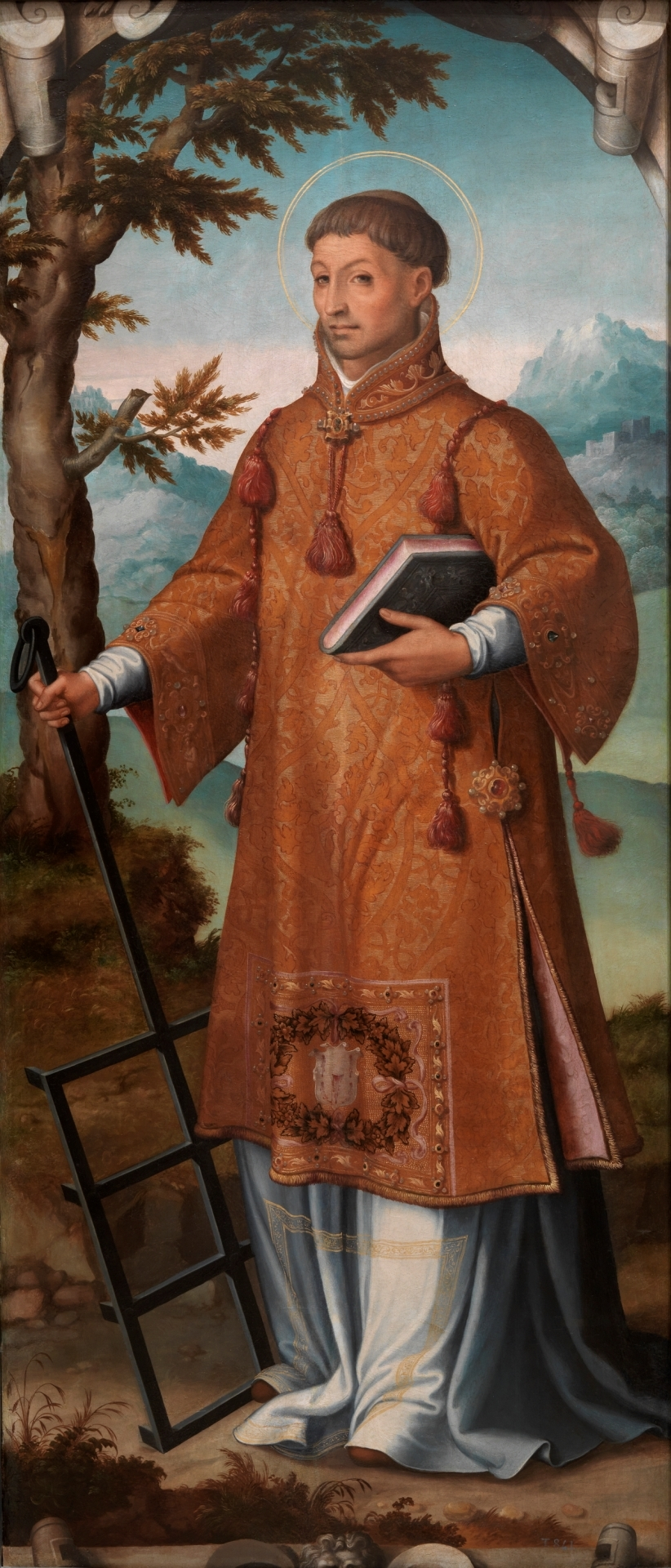
Wawrzyniec z atrybutami (J. Vivar(inne języki))
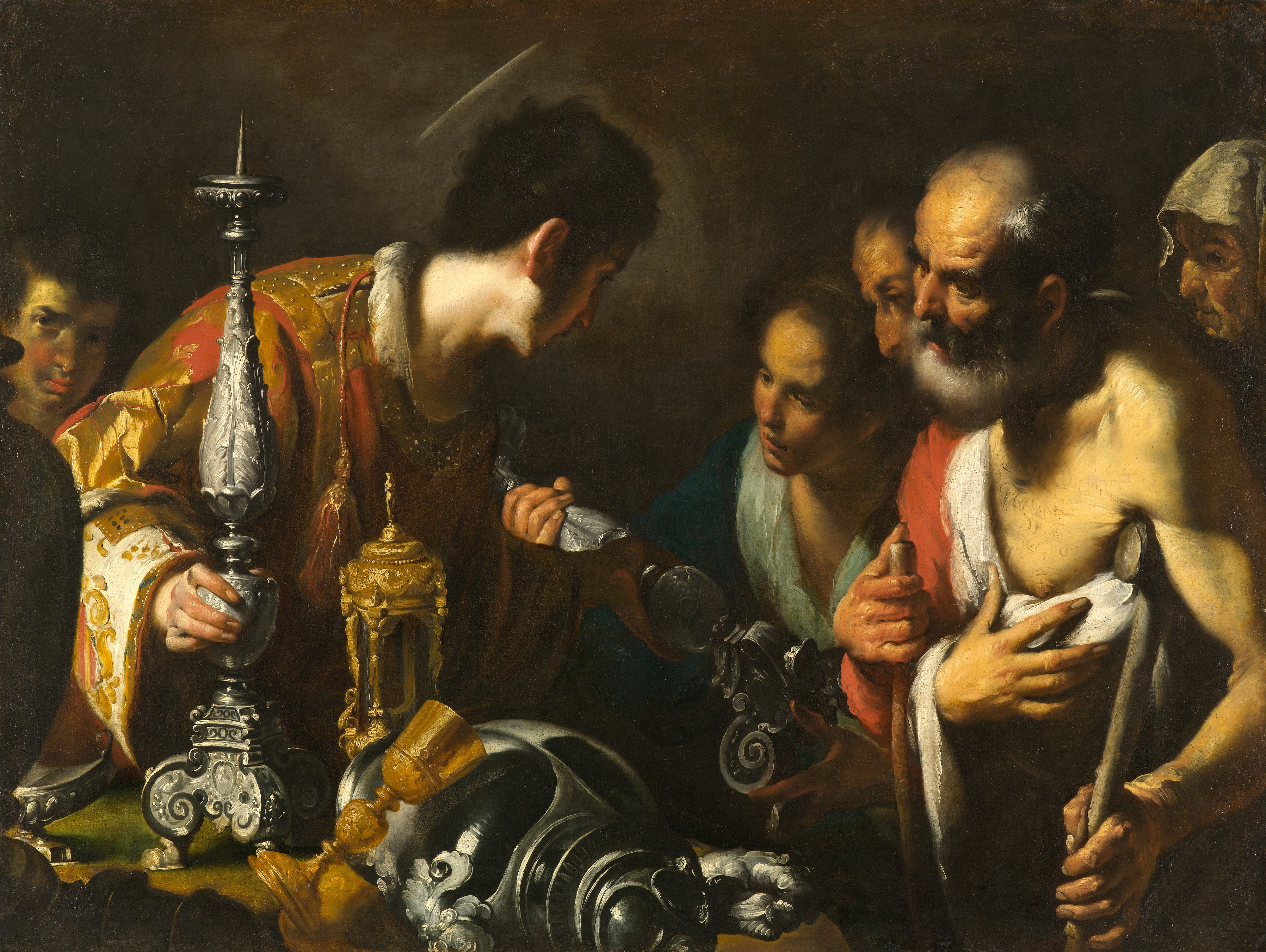
Święty rozdający skarby (B. Strozzi)

## Kult

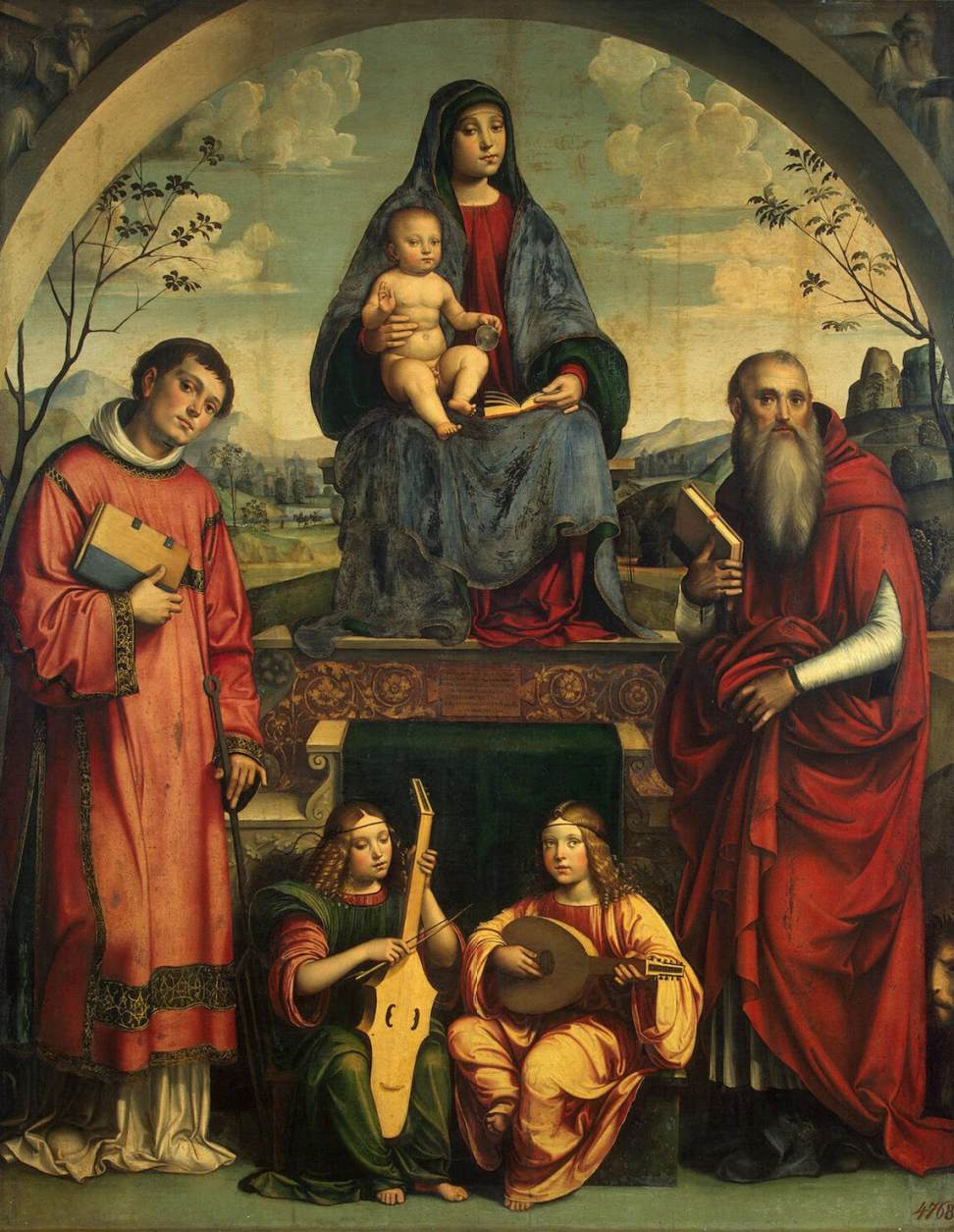
Sacra Conversazione ze świętym Wawrzyńcem i Hieronimem, Francesco Francia, 1500 rok

Niezwykłe okoliczności męczeństwa sprawiły, iż jego kult szybko się rozwijał już u schyłku starożytności. W średniowieczu był jednym z najpopularniejszych świętych. Kult św. Wawrzyńca upowszechniał się począwszy od IV wieku. Jeden z najdawniejszych formularzy liturgicznych, zwany sakramentarzem leoniańskim, posiada kilkanaście różnych tekstów na uroczystość św. Wawrzyńca. Kult Wawrzyńca był bardzo popularny m.in. na terenach państwa krzyżackiego.

### Dzień obchodów
Święto liturgiczne obchodzone 10 sierpnia jest również świętem diakonatu. Z tego powodu Perseidy czasem nazywane są "łzami świętego Wawrzyńca".

### Atrybuty
Przedstawiany jest w dalmatyce; najczęściej trzyma kratę (ruszt), na której był męczony i gałązkę palmy, jako symbol swego męczeństwa. Może też występować z Ewangelią i krzyżem, otwartą szafką, w której są widoczne księgi lub zwoje, a także z mieczem, torebką na pieniądze, sakiewką, z której rozdawał je ubogim.
Imię Wawrzyniec było stosunkowo często spotykane w Polsce. Jego odpowiednikiem w języku łacińskim jest imię Laurencjusz, którego żeńska odmiana – Laura stała się popularniejsza w Polsce.
Na planie rusztu (kraty) św. Wawrzyńca zbudowany został przez Filipa II zespół pałacowo-klasztorny Escorial. Jego imię nosi najważniejsza rzeka Kanady oraz Zatoka Świętego Wawrzyńca.

### Kościoły związane z kultem św. Wawrzyńca
Kościół rzymskokatolicki wzniósł sześć kościołów w Rzymie, w miejscach tradycyjnie związanych z jego męczeństwem:
- Bazylika św. Wawrzyńca „in Damaso” (wł. Basilica Minore di San Lorenzo in Damaso): miejsce, w którym pełnił funkcję diakona Rzymu;
- Kościół Santa Maria in Domnica (Basilica Minore di Santa Maria in Domnica alla Navicella): miejsce, w którym zwyczajowo rozdawał jałmużnę ubogim;
- Świątynia Antonina i Faustyny (Chiesa Annessa San Lorenzo de’ Speziali in Miranda): miejsce skazania i potępienia przez prefekta Rzymu;
- Zaanektowany kościół św. Wawrzyńca in Fonte (Chiesa Annessa San Lorenzo in Fonte): miejsce jego uwięzienia przez setnika Hipolita oraz fontanna, w której święty udzielał chrztu współwięźniom;
- Kościół św. Wawrzyńca „in Panisperna” (Chiesa di San Lorenzo in Panisperna): miejsce jego męczeństwa i ruszt, na którym go stracono;
- Bazylika św. Wawrzyńca za Murami (Basilica Minore Papale di San Lorenzo fuori le Mura): miejsce jego pochówku.

Również w Rzymie są trzy inne znaczące kościoły, które są poświęcone św. Wawrzyńcowi, ale nie są związane z jego życiem:
- Bazylika św. Wawrzyńca „in Lucina” (Basilica Minore di San Lorenzo in Lucina), w której znajdują się relikwie rusztu oraz łańcuchów[14];
- Kościół św. Wawrzyńca in Palatio ad Sancta Sanctorum, (Chiesa di San Lorenzo in Palatio ad Sancta Sanctorum, Pontificio Santuario della Scala Santa), w pobliżu bazyliki św. Jana na Lateranie, która pierwotnie była prywatną kaplicą papieską (w czasach gdy gmach zawierający kaplicę był pałacem papieskim i zawierał jedne z najcenniejszych relikwii kościoła rzymskokatolickiego - stąd jego tytuł "Sancta sanctorum", czyli „Święte Świętych”)
- Kościół św. Wawrzyńca in Piscibus (Chiesa di San Lorenzo in Piscibus), który znajduje się w pobliżu bazyliki św. Piotra.

Kościół Świętego Wawrzyńca Męczennika w Redondo Beach w Kalifornii

## Patronat
Uważano, że św. Wawrzyniec chroni od pożarów i pomaga w chorobach reumatycznych i w poparzeniach. Według legendy miał schodzić co piątek do czyśćca, by wybawić choćby jedną duszę. Święty Wawrzyniec patronuje też przewodnikom sudeckim oraz ratownikom GOPR.
W poniższej tabeli wymieniono zawody, instytucje oraz miejsca, których patronem jest św. Wawrzyniec.

- walka z pożarami
- przyzywany przeciw Lumbago
- Archiwa
- Archiwiści
- Arsenały
- Płatnerze
- Piwowarzy
- Rzeźnicy
- Kucharze
- Szefowie kuchni
- Komicy
- Cukiernicy
- Nożownicy
- Diakoni
- Pracownicy pralni
- Szklarze
- Bibliotekarze
- Biblioteki
- Górnicy
- Bieda
- Ubodzy
- Restauratorzy
- uczniowie
- Seminarzyści
- Witrażyści
- Studenci
- Garbarze
- Plantatorzy winorośli
- Winiarze
- Producenci wina

Miejsca i zawody związane z Polską:

- Diecezja pelplińska
- Karpacz
- Sępólno Krajeńskie
- Słupca
- Wodzisław Śląski
- ratownicy GOPR
- przewodnicy sudeccy

Miejsca i diecezje zagraniczne:

- Cejlon
- Sri Lanka
- Diecezja Alba, Włochy
- Diecezja Amarillo, Texas
- Diecezja Rotterdam, Holandia
- Esbonderup, Dania
- Gross Gartach, Niemcy
- Naurod, Niemcy
- Oldenburg, Dolna Saksonia, Niemcy
- Győrszemere község, Węgry
- Abano Terme, Włochy
- Alba, Włochy
- Angrogna, Włochy
- Berzo Demo, Włochy
- Berzo Inferiore, Włochy
- Brissogne, Włochy
- Cabella Ligure, Włochy
- Camino, Włochy
- Cavatore, Alessandria, Włochy
- Chambave, Aosta, Włochy
- Denice, Włochy
- Folgaria, Włochy
- Gamalero, Włochy
- Lund, Szwecja
- Montevarchi, Włochy
- Mortara, Włochy
- Pontinvrea, Włochy
- Rome, Włochy
- Santena, Włochy
- Scala, Włochy
- Seravezza, Włochy
- Tivoli, Włochy
- Zagarolo, Włochy
- Limbazi, Łotwa
- Il-Birgu, Malta
- San Lawrenz, Gozo, Malta
- Huesca, Hiszpania

Źródła:
- Saint Lawrence of Rome [online] (ang.).
- St Laurentius [online] (szw.).
- Św. Wawrzyniec, „Niedziela”.
- Patron karpacza